# 甘肃省人民代表大会
甘肃省人民代表大会（简称甘肃省人大）是中华人民共和国甘肃省的地方国家权力机关，1954年8月在兰州成立。其常设机构为甘肃省人民代表大会常务委员会。甘肃省人民代表大会每届任期五年，每年至少举行一次会议。

## 历史沿革
甘肃省各界人民代表会议（1950年－1954年）
1949年10月1日中华人民共和国成立后，根据《共同纲领》的规定，在地方各级人民代表大会召开之前，由协商产生的地方各界人民代表会议代行地方人民代表大会职权。1950年10月1日至12日，甘肃省第一届各界人民代表会议第一次会议在兰州文化会堂举行，选举产生甘肃省各界人民代表会议协商委员会，在甘肃省各界人民代表会议全体会议闭会期间代为行使其权力。1950年10月至1954年9月，甘肃省各界人民代表会议在四年内一共举行过两次会议:2。
甘肃省人民代表大会（1954年－1966年）
1953年1月，中央人民政府委员会作出《关于召开全国人民代表大会及地方各级人民代表大会的决议》，要求各地召开由人民普选产生的各级人民代表大会。1953年冬至1954年春，甘肃省进行了建国后的首次普选。1954年8月16日至20日，甘肃省第一届人民代表大会第一次会议在兰州举行。出席会议的代表包括汉、回、藏、蒙、东乡、保安、撒拉、裕固、哈萨克、维吾尔、土、满等十二个民族和原宁夏省的全体人民代表。会议选出了出席全国人民代表大会会议的代表。
甘肃省革命委员会（1968年－1977年）
1966年文化大革命爆发后，省人民代表大会制度遭受破坏，其职权被甘肃省革命委员会取代。
甘肃省人民代表大会（1977年至今）
1976年文化大革命结束后，中共中央召开各省、自治区、直辖市组织部部长和统战部部长会议，其中确定将革命委员会作为一届人民代表大会计算。1977年12月23日至29日，甘肃省第五届人民代表大会第一次会议召开，标志着人民代表大会制度在甘肃省的恢复:5。

## 组织机构

### 专门委员会
第十三届甘肃省人民代表大会设有以下专门委员会：
- 法制委员会
- 民族侨务委员会
- 监察和司法委员会
- 财政经济委员会
- 农业与农村委员会
- 教育科学文化卫生委员会
- 环境资源保护委员会
- 社会建设委员会

### 常务委员会
甘肃省人民代表大会常务委员会是省人民代表大会的常设机关，对省人民代表大会负责并报告工作。